# Wysoczyzna Polanowska
Wysoczyzna Polanowska (314.46) – mezoregion w obrębie Pojezierza Zachodniopomorskiego, stanowiący wewnętrzną część morenowego pasma pojeziernego. Jest obszarem przejściowym między nisko położonymi terenami równinnymi Pobrzeża Koszalińskiego a wyższymi partiami ciągu wzniesień moren czołowych Pojezierza Bytowskiego. Zajmuje powierzchnię około 1700 km². Na zachodzie przechodzi w Równinę Białogardzką i Pojezierze Drawskie, na północy w Równinę Słupską i Wysoczyznę Damnicką, na wschodzie w Pojezierze Kaszubskie, na południu w Pojezierze Bytowskie. Według Tomasza Larczyńskiego najwyższym wzniesieniem jest Świerczogóra (191 m n.p.m.) w obrębie Rzeczyca Wielka. W alternatywnej propozycji podziału fizycznogeograficznego autorstwa Józefa Sylwestrzaka takiego mezoregionu się nie wyróżnia, a większość terenów Wysoczyzny Polanowskiej należy do szeroko pojmowanego Pojezierza Bytowskiego.
Wysoczyznę Polanowską, podobnie jak inne mezoregiony Pojezierza Zachodniopomorskiego, cechuje pojezierny charakter krajobrazu. Główne formy ukształtowania terenu związane są z cofaniem się ostatniego zlodowacenia podczas fazy pomorskiej. Lądolód, cofając się, zostawił przyniesiony z północy materiał skalny – żwiry, piaski, gliny, głazy.

## Stosunki wodne
Przez Wysoczyznę Polanowską przepływają duże rzeki przymorskie – Radew, Grabowa, Wieprza, Słupia i Łupawa. Jezior jest niewiele, przy czym jest ich więcej we wschodniej części mezoregionu. Na Wysoczyźnie Polanowskiej znajdują się dwa jeziora reperowe monitorujące zmiany stanu wód powierzchniowych – Jasień Południowy i Jasień Północny, tworzące kompleks jeziora Jasień. W 2012 stan chemiczny wód był dobry. Stan ekologiczny pogorszył się w latach 2010–2013 z bardzo dobrego do dobrego, w przypadku Jasienia Północnego, i z dobrego do umiarkowanego, w przypadku Jasienia Południowego. W latach 80. XX wieku wody tych dwóch jezior nie spełniały norm, o czym zadecydowała wysoka zawartość miedzi.

## Fauna
Z uwagi na różnorodność siedlisk fauna jest reprezentowana przez liczne gatunki. Wyspy jeziora Jasień są lęgowiskiem wielu ptaków wodnych – nurogęsi, gągoła, czernicy, brodźca piskliwego, potencjalnie także kormorana zwyczajnego. Na wyspach tych odnotowano również takie gatunki jak: szpak zwyczajny, sikora uboga, muchołówka mała, muchołówka szara i dzięcioł zielony. W rezerwacie „Gniazda orła bielika” znajdują się stanowiska lęgowe tego ptaka. W „Studni Nietoperzy” stwierdzono obecność nocka Natterera, gacka brunatnego i nocka rudego.

## Flora
Mezoregion cechuje się znacznym zalesieniem. Przeważają lasy mieszane. Pod względem występowania zbiorowisk leśnych potencjalnej roślinności naturalnej występują tu zarówno kwaśne i żyzne buczyny, jak również bory mieszane i sosnowe. Licznie reprezentowana jest roślinność torfowiskowa. W rezerwacie przyrody „Torfowisko Zieliń Miastecki” odnotowano: przygiełkę brunatną, przygiełkę białą, bagnicę torfową, turzycę bagienną, rosiczkę pośrednią, rosiczkę okrągłolistną, wrzośca bagiennego, pływacza drobnego oraz pływacza średniego. W rezerwacie „Wieleń” występuje hildenbrandia rzeczna. Oprócz niej także wiele gatunków mszaków, wśród nich: gajniczek krótkodzióbkowy, Plagiothecium neglectum, Brachythecium rivulare i Eurhynchium striatum. W „Rezerwacie na Rzece Grabowej” spotkać można: rutewkę orlikolistną i groszek czerniejący. W dolinie Huczka występują gnieźnik leśny, skrzyp olbrzymi i wawrzynek wilczełyko.

## Ochrona przyrody
Na Wysoczyźnie Polanowskiej rozciąga się znaczna część Parku Krajobrazowego „Dolina Słupi”. W obszarze mezoregionu położone są rezerwaty przyrody (stan na 2017): „Wieleń” – rezerwat florystyczny, „Torfowisko Potoczek”, „Torfowisko Zieliń Miastecki”, „Źródliskowe Torfowisko”, „Mechowiska Czaple”, „Skotawskie Łąki” – rezerwaty torfowiskowe, „Dolina Huczka” – rezerwat leśny, „Rezerwat na rzece Grabowej” – rezerwat faunistyczny, „Jeziora Małe i Duże Sitno” – rezerwat wodny, oprócz tych: „Gniazda orła bielika” i „Gołębia Góra”, których głównego typu ekosystemu nie określono w aktach powołujących. Na wysoczyźnie znajdują się również głazy narzutowe uznane za pomniki przyrody, m.in. „Smocze jajo” w gminie Dębnica Kaszubska.